# شهرک رشوی
شهرک رشوی (به لاتین: Reshui Township) یک شهرک در جمهوری خلق چین است که در شهرستان دولان واقع شده‌است. نام شهر به معنای "آب گرم" است که ممکن است به چشمه های گرم در منطقه اشاره کند. شهرک رشوی ۹۰ کیلومتر مربع مساحت و ۵۲٬۰۰۰ نفر جمعیت دارد و ۳٬۲۹۳ متر بالاتر از سطح دریا واقع شده‌است.